# Belgische Gouden Schoen 1991
De verkiezing van de Belgische Gouden Schoen 1991 werd op 15 januari 1992 gehouden in het casino van Knokke. Marc Degryse won zijn eerste en enige Gouden Schoen. Het gala rond de uitreiking van deze voetbalprijs werd uitgezonden door BRTN en gepresenteerd door Carl Huybrechts en Frank Raes.

## De prijsuitreiking
Marc Degryse had als speler van Club Brugge een paar keer naast de Gouden Schoen gegrepen. Vervolgens maakte hij in 1989 de veel besproken overstap naar concurrent RSC Anderlecht, een club die hij in België als een stap hogerop beschouwde. Degryse werd de draaischijf van paars-wit en veroverde in 1991 zijn tweede landstitel. Enkele maanden later werd hij dan toch verkozen tot Gouden Schoen, zij het wel met slechts 24 punten voorsprong. Een zwaar teleurgestelde Luc Nilis, een ploegmaat van Degryse, werd voor de tweede keer op rij derde in de einduitslag. Degryse kreeg de trofee uit handen van oud-ploegmaat Jan Ceulemans.

## Top 20
| Nr. | Land                             | Naam                | Club(s)         | Punten |
| --- | -------------------------------- | ------------------- | --------------- | ------ |
| 1.  | Vlag van België                  | Marc Degryse        | RSC Anderlecht  | 217    |
| 2.  | Vlag van België                  | Philippe Albert     | KV Mechelen     | 193    |
| 3.  | Vlag van België                  | Luc Nilis           | RSC Anderlecht  | 143    |
| 4.  | Vlag van België                  | Bruno Versavel      | RSC Anderlecht  | 109    |
| 5.  | Vlag van Brazilië                | Luis Oliveira       | RSC Anderlecht  | 88     |
| 6.  | Vlag van België                  | Lei Clijsters       | KV Mechelen     | 67     |
| 7.  | Vlag van België                  | Gilbert Bodart      | Standard Luik   | 52     |
| 8.  | Vlag van België                  | Danny Boffin        | RSC Anderlecht  | 50     |
| "   | Vlag van België                  | Erwin Vandenbergh   | AA Gent         | 50     |
| 10. | Vlag van België                  | Johan Walem         | RSC Anderlecht  | 46     |
| 11. | Vlag van Nederland               | Simon Tahamata      | Germinal Ekeren | 37     |
| 12. | Vlag van België                  | Michel Preud'homme  | KV Mechelen     | 31     |
| 13. | Vlag van Nederland               | Eric Viscaal        | AA Gent         | 29     |
| 14. | Vlag van België                  | Marc Emmers         | KV Mechelen     | 24     |
| 15. | Vlag van Joegoslavië (1943-1992) | Josip Weber         | Cercle Brugge   | 23     |
| 16. | Vlag van België                  | Frank Vercauteren   | RWDM            | 19     |
| "   | Vlag van België                  | Marc Wilmots        | Standard Luik   | 19     |
| 18. | Vlag van België                  | Franky Van der Elst | Club Brugge     | 18     |
| "   | Vlag van België                  | Filip De Wilde      | RSC Anderlecht  | 18     |
| 20. | Vlag van Luxemburg               | Guy Hellers         | Standard Luik   | 17     |
| "   | Vlag van België                  | Bertrand Crasson    | RSC Anderlecht  | 17     |

1954 · 
1955 · 
1956 · 
1957 · 
1958 · 
1959 · 
1960 · 
1961 · 
1962 · 
1963 · 
1964 · 
1965 · 
1966 · 
1967 · 
1968 · 
1969 · 
1970 · 
1971 · 
1972 · 
1973 · 
1974 · 
1975 · 
1976 · 
1977 · 
1978 · 
1979 · 
1980 · 
1981 · 
1982 · 
1983 · 
1984 · 
1985 · 
1986 · 
1987 · 
1988 · 
1989 · 
1990 · 
1991 · 
1992 · 
1993 · 
1994 · 
1995 · 
1996 · 
1997 · 
1998 · 
1999 · 
2000 · 
2001 · 
2002 · 
2003 · 
2004 · 
2005 · 
2006 · 
2007 · 
2008 · 
2009 · 
2010 · 
2011 · 
2012 · 
2013 · 
2014 · 
2015 · 
2016 · 
2017 ·
2018 ·
2019 ·
2020 ·
2022 ·
2023 ·
2024